# UCI Europe Tour 2014
L'UCI Europe Tour 2014 fu la decima edizione dell'UCI Europe Tour, uno dei cinque circuiti continentali di ciclismo dell'Unione Ciclistica Internazionale. Il suo calendario era composto da più di 300 corse, tenutesi dal 2 febbraio al 19 ottobre 2014 in Europa. La classifica individuale fu vinta dal belga Tom Van Asbroeck, la migliore squadra fu la formazione belga Topsport Vlaanderen-Baloise, mentre la nazione prima classificata fu l'Italia.

## Calendario

### Febbraio
| Data  | Prova                                                | Cat. | Vincitore               | Squadra                     |
| ----- | ---------------------------------------------------- | ---- | ----------------------- | --------------------------- |
| 2     | Grand Prix Cycliste la Marseillaise (2014)           | 1.1  | Kenneth Vanbilsen       | Topsport Vlaanderen-Baloise |
| 2     | Gran Premio Costa degli Etruschi (2014)              | 1.1  | Simone Ponzi            | Neri Sottoli                |
| 5-9   | Étoile de Bessèges (2014)                            | 2.1  | Tobias Ludvigsson       | Team Giant-Shimano          |
| 9     | Trofeo Palma                                         | 1.1  | Sacha Modolo            | Lampre-Merida               |
| 10    | Trofeo Migjorn                                       | 1.1  | Sacha Modolo            | Lampre-Merida               |
| 11    | Trofeo Deià                                          | 1.1  | Michał Kwiatkowski      | Omega Pharma-Quickstep      |
| 12    | Trofeo Platja de Muro                                | 1.1  | Gianni Meersman         | Omega Pharma-Quickstep      |
| 13-16 | Tour Méditerranéen (2014)                            | 2.1  | Steve Cummings          | BMC Racing Team             |
| 19-23 | Vuelta a Andalucía - Ruta Ciclista del Sol (2014)    | 2.1  | Alejandro Valverde      | Movistar Team               |
| 19-23 | Volta ao Algarve (2014)                              | 2.1  | Michał Kwiatkowski      | Omega Pharma-Quickstep      |
| 21    | Trofeo Laigueglia (2014)                             | 1.1  | José Serpa              | Lampre-Merida               |
| 22-23 | Tour Cycliste International du Haut Var-matin (2014) | 2.1  | Carlos Alberto Betancur | AG2R La Mondiale            |
| 23    | Grand Prix Izola                                     | 1.2  | Christian Delle Stelle  | Team Idea                   |

### Marzo
| Data  | Prova                                                    | Cat. | Vincitore                 | Squadra                      |
| ----- | -------------------------------------------------------- | ---- | ------------------------- | ---------------------------- |
| 1     | Classic Sud Ardèche - Souvenir Francis Delpech (2014)    | 1.1  | Florian Vachon            | Bretagne-Séché Environnement |
| 1     | Vuelta Ciclista a Murcia (2014)                          | 1.1  | Alejandro Valverde        | Movistar Team                |
| 1     | Omloop Het Nieuwsblad (2014)                             | 1.HC | Ian Stannard              | Team Sky                     |
| 2     | Clásica de Almería (2014)                                | 1.1  | Sam Bennett               | Team NetApp-Endura           |
| 2     | Gran Premio Città di Lugano (2014)                       | 1.1  | Mauro Finetto             | Neri Sottoli                 |
| 2     | Kuurne-Bruxelles-Kuurne (2014)                           | 1.1  | Tom Boonen                | Omega Pharma-Quickstep       |
| 2     | La Drôme Classic (2014)                                  | 1.1  | Romain Bardet             | AG2R La Mondiale             |
| 5     | Umag Trophy (2014)                                       | 1.2  | Matej Mugerli             | Adria Mobil                  |
| 5     | Le Samyn (2014)                                          | 1.1  | Maxime Vantomme           | Roubaix-Lille Métropole      |
| 6     | Gran Premio Città di Camaiore (2014)                     | 1.1  | Diego Ulissi              | Lampre-Merida                |
| 7-9   | Tre Giorni delle Fiandre Occidentali (2014)              | 2.1  | Gert Jõeäär               | Cofidis, Solutions Credits   |
| 8     | Strade Bianche (2014)                                    | 1.1  | Michał Kwiatkowski        | Omega Pharma-Quickstep       |
| 8     | Ster van Zwolle (2014)                                   | 1.2  | Bert-Jan Lindeman         | Rabobank Development Team    |
| 9     | GP de la Ville de Lillers - Souvenir Bruno Comini (2014) | 1.2  | Steven Tronet             | BigMat-Auber 93              |
| 9     | Roma Maxima (2014)                                       | 1.1  | Alejandro Valverde        | Movistar Team                |
| 9     | Poreč Trophy (2014)                                      | 1.2  | Maksym Averin             | Synergy Baku Cycling Project |
| 9     | Dorpenomloop Rucphen (2014)                              | 1.2  | Michael Carbel Svendgaard | Cult Energy Vital Water      |
| 13-16 | Istrian Spring Trophy (2014)                             | 2.2  | Magnus Cort Nielsen       | Cult Energy Vital Water      |
| 15    | Albert Achterhes Pet Ronde van Drenthe (2014)            | 1.1  | Kenny Dehaes              | Lotto-Belisol                |
| 16    | Dwars door Drenthe (2014)                                | 1.1  | Simone Ponzi              | Neri Sottoli                 |
| 16    | Omloop van het Waasland (2014)                           | 1.2  | Danilo Napolitano         | Wanty-Groupe Gobert          |
| 16    | Kattekoers (2014)                                        | 1.2  | Łukasz Wiśniowski         | Etixx                        |
| 16    | Parigi-Troyes (2014)                                     | 1.2  | Steven Tronet             | BigMat-Auber 93              |
| 19    | Nokere Koerse (2014)                                     | 1.1  | Kenny Dehaes              | Lotto-Belisol                |
| 20    | GP Nobili Rub. - Coppa Papà Carlo - Coppa Stresa (2014)  | 1.1  | Simone Ponzi              | Neri Sottoli                 |
| 21    | Handzame Classic (2014)                                  | 1.1  | Luka Mezgec               | Team Giant-Shimano           |
| 22    | Classic Loire-Atlantique (2014)                          | 1.1  | Alexis Gougeard           | AG2R La Mondiale             |
| 23    | Cholet-Pays de Loire (2014)                              | 1.1  | Tom Van Asbroeck          | Topsport Vlaanderen-Baloise  |
| 24-30 | Tour de Normandie (2014)                                 | 2.2  | Stefan Küng               | BMC Development Team         |
| 26    | Dwars door Vlaanderen (2014)                             | 1.HC | Niki Terpstra             | Omega Pharma-Quickstep       |
| 26-30 | Volta ao Alentejo/Crédito Agrícola Costa Azul (2014)     | 2.2  | Carlos Barbero            | Euskadi                      |
| 26-30 | Settimana Internazionale di Coppi e Bartali (2014)       | 2.1  | Peter Kennaugh            | Team Sky                     |
| 29-30 | Critérium International (2014)                           | 2.HC | Jean-Christophe Péraud    | AG2R La Mondiale             |

### Aprile
| Data  | Prova                                                 | Cat.   | Vincitore                | Squadra                     |
| ----- | ----------------------------------------------------- | ------ | ------------------------ | --------------------------- |
| 1-3   | Driedaagse De Panne - Koksijde (2014)                 | 2.HC   | Guillaume Van Keirsbulck | Omega Pharma-Quickstep      |
| 1-6   | Grand Prix of Sochi                                   | 2.2    | Ilnur Zakarin            | RusVelo                     |
| 4     | Route Adélie de Vitré (2014)                          | 1.1    | Bryan Coquard            | Team Europcar               |
| 4-6   | Le Triptyque des Monts et Châteaux (2014)             | 2.2    | Owain Doull              | Gran Bretagna               |
| 5     | Volta Limburg Classic (2014)                          | 1.1    | Moreno Hofland           | Belkin Pro Cycling Team     |
| 5     | Gran Premio Miguel Indurain (2014)                    | 1.1    | Alejandro Valverde       | Movistar Team               |
| 6     | Vuelta Ciclista a La Rioja (2014)                     | 1.1    | Michael Matthews         | Orica-GreenEDGE             |
| 6     | Trofeo Banca Popolare di Vicenza                      | 1.2U   | Gregor Mühlberger        | Tirol Cycling Team          |
| 8-11  | Circuit Cycliste Sarthe - Pays de la Loire            | 2.1    | Ramūnas Navardauskas     | Garmin-Sharp                |
| 9     | Scheldeprijs (2014)                                   | 1.HC   | Marcel Kittel            | Team Giant-Shimano          |
| 11-13 | Circuit des Ardennes                                  | 2.2    | Łukasz Wiśniowski        | Etixx                       |
| 12    | Giro delle Fiandre Under-23                           | 1.Ncup | Dylan Groenewegen        | Paesi Bassi                 |
| 12    | Trofeo Edil C                                         | 1.2    | Andrea Vaccher           | Marchiol-Emisfero           |
| 12    | Banja Luka-Beograd I (2014)                           | 1.2    | Martin Otoničar          | Radenska                    |
| 12    | Grand Prix Pino Cerami (2014)                         | 1.1    | Alessandro Petacchi      | Omega Pharma-Quickstep      |
| 13    | Klasika Primavera de Amorebieta (2014)                | 1.1    | Peio Bilbao              | Caja Rural-Seguros RGA      |
| 13    | Banja Luka-Beograd II (2014)                          | 1.2    | Ivan Stević              | Tusnad Cycling Team         |
| 15    | Parigi-Camembert (2014)                               | 1.1    | Bryan Coquard            | Team Europcar               |
| 16    | Freccia del Brabante (2014)                           | 1.HC   | Philippe Gilbert         | BMC Racing Team             |
| 16    | La Côte Picarde                                       | 1.Ncup | Jens Wallays             | EFC-Omega Pharma-Quickstep  |
| 16-20 | Tour du Loir-et-Cher E. Provost                       | 2.2    | Ilnur Graham Briggs      | Rapha Condor-JLT            |
| 16-20 | Grand Prix of Adygeya                                 | 2.2    | Il'nur Zakarin           | RusVelo                     |
| 17    | Grand Prix de Denain Porte du Hainaut (2014)          | 1.1    | Nacer Bouhanni           | FDJ.fr                      |
| 19    | Tour du Finistère (2014)                              | 1.1    | Antoine Demoitié         | Wallonie-Bruxelles          |
| 19    | Arno Wallaard Memorial                                | 1.2    | Edvin Wilson             | Team Joker                  |
| 19    | ZLM Tour                                              | 1.Ncup | Thomas Boudat            | Francia                     |
| 19    | Liegi-Bastogne-Liegi Under-23                         | 1.2U   | Anthony Turgis           | CC Nogent-sur-Oise          |
| 20    | Tro-Bro Léon (2014)                                   | 1.1    | Adrien Petit             | Cofidis, Solutions Credits  |
| 21    | Giro del Belvedere (2014)                             | 1.2U   | Simone Andreetta         | Zalf-Euromobil-Désirée-Fior |
| 21    | Rund um Köln (2014)                                   | 1.1    | Sam Bennett              | Team NetApp-Endura          |
| 22    | Gran Premio Palio del Recioto (2014)                  | 1.2U   | Silvio Herklotz          | Team Stölting               |
| 22-25 | Giro del Trentino (2014)                              | 2.HC   | Cadel Evans              | BMC Racing Team             |
| 25    | Gran Premio della Liberazione                         | 1.2U   | Evgenij Šalunov          | Lokosphinx                  |
| 25-1  | Tour de Bretagne Cycliste - Trophée Harmonie Mutuelle | 2.2    | Bert-Jan Lindeman        | Rabobank Development Team   |
| 26    | Zuid Oost Drenthe Classic I                           | 1.2    | Wim Stroetinga           | Koga Cycling Team           |
| 27    | La Roue Tourangelle Région Centre (2014)              | 1.1    | Angélo Tulik             | Team Europcar               |
| 27    | Rutland-Melton International CiCLE Classic            | 1.2    | Thomas Moses             | Rapha Condor-JLT            |
| 27    | Parigi-Mantes-en-Yvelines                             | 1.2    | David Menut              | Armée de Terre              |
| 27    | Gran Premio Industrie del Marmo                       | 1.2    | Matej Mugerli            | Adria Mobil                 |
| 27-4  | Presidential Cycling Tour of Turkey                   | 2.HC   | Adam Yates               | Orica-GreenEDGE             |
| 29-4  | Carpathian Couriers Race                              | 2.2U   | Gregor Mühlberger        | Tirol Cycling Team          |

### Maggio
| Data  | Prova                                               | Cat. | Vincitore            | Squadra                           |
| ----- | --------------------------------------------------- | ---- | -------------------- | --------------------------------- |
| 1     | Rund um den Finanzplatz Eschborn-Frankfurt Under-23 | 1.2U | Mads Pedersen        | Cult Energy Vital Water           |
| 1     | Memoriał Andrzeja Trochanowskiego                   | 1.2  | Kamil Gradek         | BDC-Marcpol                       |
| 1     | Mayor Cup                                           | 1.2  | Sergej Lagutin       | RusVelo                           |
| 1     | Rund um den Finanzplatz Eschborn-Frankfurt (2014)   | 1.HC | Alexander Kristoff   | Team Katusha                      |
| 2     | Memorial Oleg Dyachenko                             | 1.2  | Andrej Solomennikov  | RusVelo                           |
| 2     | Skive-Løbet                                         | 1.2  | Phil Bauhaus         | Team Stölting                     |
| 3     | Himmerland Rundt                                    | 1.2  | Magnus Cort Nielsen  | Cult Energy Vital Water           |
| 3     | Grand Prix of Moscow                                | 1.2  | Leonid Krasnov       | RusVelo                           |
| 3     | Ronde van Overijssel                                | 1.2  | Dennis Coenen        | Leopard Development Team          |
| 4     | Grand Prix de la Somme (2014)                       | 1.2  | Jaŭhen Hutarovič     | AG2R La Mondiale                  |
| 4     | Circuito del Porto - Trofeo Internazionale Arvedi   | 1.2  | Jakub Mareczko       | Viris Maserati                    |
| 4     | Destination Thy                                     | 1.2  | Magnus Cort Nielsen  | Cult Energy Vital Water           |
| 5-9   | Five Rings of Moscow                                | 2.2  | Andrej Solomennikov  | RusVelo                           |
| 7-11  | Quatre Jours de Dunkerque - Tour du Nord-P.d.C.     | 2.HC | Arnaud Démare        | FDJ.fr                            |
| 7-11  | Tour d'Azerbaïdjan                                  | 2.1  | Il'nur Zakarin       | RusVelo                           |
| 8-14  | Corsa della Pace                                    | 2.2  | annullata            | annullata                         |
| 9-11  | Szlakiem Grodów Piastowskich                        | 2.1  | Mateusz Taciak       | CCC-Polsat Polkowice              |
| 10    | Berner Rundfahrt                                    | 1.2  | Matthias Brändle     | IAM Cycling                       |
| 10    | Vuelta a la Comunidad de Madrid                     | 1.1  | annullata            | annullata                         |
| 10    | Hadeland Grand Prix                                 | 1.2  | Rasmus Guldhammer    | Team Trefor-Blue Water            |
| 10    | Scandinavian Race Uppsala                           | 1.2  | Jonas Aaen Jørgensen | Riwal Cycling Team                |
| 11    | Ringerike Grand Prix                                | 1.2  | Magnus Cort Nielsen  | Cult Energy Vital Water           |
| 11    | Circuit de Wallonie Ville de Fleurus                | 1.2  | Maurits Lammertink   | Cyclingteam Jo Piels              |
| 12-17 | Olympia's Tour                                      | 2.2  | Berden de Vries      | Cyclingteam Jo Piels              |
| 13    | Visegrad 4 Bicycle Race - GP Polski Via Odra        | 1.2  | Erik Baška           | Dukla Trenčín Trek                |
| 15    | Visegrad 4 Bicycle Race - GP Czech Republic         | 1.2  | Josef Černý          | CCC-Polsat Polkowice              |
| 14-18 | Giro della Regione Friuli Venezia Giulia            | 2.2  | annullato            | annullato                         |
| 15-18 | Rhône-Alpes Isère Tour                              | 2.2  | Matija Kvasina       | Team Gourmetfein-Simplon Wels     |
| 16    | Visegrad 4 Bicycle Race - GP Slovakia               | 1.2  | Paweł Bernas         | BDC-Marcpol                       |
| 16-18 | Vuelta a Castilla y León                            | 2.1  | David Belda          | Burgos-BH                         |
| 16-18 | Tour de Picardie                                    | 2.1  | Arnaud Démare        | FDJ.fr                            |
| 17    | Grand Prix Criquielion                              | 1.2  | Kevin Peeters        | Vastgoedservice-Golden Palace     |
| 17    | Visegrad 4 Bicycle Race - GP Hungary                | 1.2  | Paweł Bernas         | BDC-Marcpol                       |
| 18    | Velothon Berlin (2014)                              | 1.1  | Raymond Kreder       | Garmin-Sharp                      |
| 18-25 | An Post Rás                                         | 2.2  | Clemens Fankhauser   | Tirol Cycling Team                |
| 21-25 | Tour of Norway                                      | 2.HC | Maciej Paterski      | CCC-Polsat Polkowice              |
| 22-25 | Ronde de l'Isard                                    | 2.2U | Louis Vervaeke       | Lotto-Belisol U23                 |
| 23-25 | Paris-Arras Tour                                    | 2.2  | Maxime Vantomme      | Roubaix-Lille Métropole           |
| 24-25 | World Ports Classic                                 | 2.1  | Theo Bos             | Belkin Pro Cycling Team           |
| 25    | Circuit de Lorraine                                 | 1.1  | annullato            | annullato                         |
| 25    | Omloop der Kempen                                   | 1.2  | Luke Davison         | Synergy Baku Cycling Project      |
| 28-1  | Flèche du Sud                                       | 2.2  | Gaëtan Bille         | Wanty-Groupe Gobert               |
| 28-1  | Bayern-Rundfahrt                                    | 2.HC | Geraint Thomas       | Team Sky                          |
| 28-1  | Giro del Belgio (2014)                              | 2.HC | Tony Martin          | Omega Pharma-Quickstep            |
| 28-1  | Tour des Fjords                                     | 2.1  | Alexander Kristoff   | Team Katusha                      |
| 28-1  | Tour de Berlin                                      | 2.2U | Jochem Hoekstra      | Cyclingteam Jo Piels              |
| 29-1  | Tour de Gironde                                     | 2.2  | Remco Te Brake       | Metec-TKH Continental Cyclingteam |
| 30    | Race Horizon Park 1                                 | 1.2  | Vitalij Buc          | Kolss Cycling Team                |
| 30-31 | Tour of Estonia                                     | 2.1  | Eduard Michael Grosu | Vini Fantini-Nippo                |
| 30-1  | Corsa della Pace Under-23                           | 2.2U | Sam Spokes           | Etixx                             |
| 31    | Race Horizon Park 2                                 | 1.2  | Mykhaylo Kononenko   | Kolss Cycling Team                |
| 31    | Grand Prix de Plumelec-Morbihan (2014)              | 1.1  | Julien Simon         | Cofidis, Solutions Credits        |

### Giugno
| Data  | Prova                                        | Cat. | Vincitore            | Squadra                         |
| ----- | -------------------------------------------- | ---- | -------------------- | ------------------------------- |
| 1     | Parigi-Roubaix Under-23                      | 1.2U | Mike Teunissen       | Rabobank Development Team       |
| 1     | Grand Prix Südkärnten                        | 1.2  | Andrea Pasqualon     | Area Zero Pro Team              |
| 1     | Boucles de l'Aulne - Châteaulin (2014)       | 1.1  | Alexis Gougeard      | AG2R La Mondiale                |
| 1     | Race Horizon Park 3                          | 1.2  | Denys Kostjuk        | Kolss Cycling Team              |
| 1     | Trofeo Città di San Vendemiano               | 1.2U | Giacomo Berlato      | Zalf-Euromobil-Désirée-Fior     |
| 2     | Trofeo Alcide De Gasperi                     | 1.2  | Michele Gazzara      | U.S. Fausto Coppi Gazzera Videa |
| 3-7   | Okolo Slovenska                              | 2.2  | Oleksandr Polivoda   | Kolss Cycling Team              |
| 4-8   | Tour de Luxembourg                           | 2.HC | Matti Breschel       | Tinkoff-Saxo                    |
| 5-8   | Boucles de la Mayenne                        | 2.1  | Stéphane Rossetto    | BigMat-Auber 93                 |
| 5-8   | Giro di Lettonia                             | 1.2  | annullato            | annullato                       |
| 7     | Ronde van Zeeland Seaports (2014)            | 1.1  | Theo Bos             | Belkin Pro Cycling Team         |
| 8     | Memorial Philippe Van Coningsloo             | 1.2  | Rob Ruijgh           | Vastgoedservice-Golden Palace   |
| 8     | Coppa della Pace - Trofeo F.lli Anelli       | 1.2  | Luca Ceolan          | General Store-Bottoli-Zardini   |
| 11-15 | Gran Premio Udmurtskaya Pravda               | 2.2  | Artur Eršov          | RusVelo                         |
| 12    | Gran Premio del Canton Argovia (2014)        | 1.1  | Simon Geschke        | Team Giant-Shimano              |
| 12-14 | Małopolski Wyścig Górski                     | 2.2  | Maximilian Werda     | Team Stölting                   |
| 12-15 | Ronde de l'Oise                              | 2.2  | Magnus Cort Nielsen  | Cult Energy Vital Water         |
| 13-22 | Girobio                                      | 2.2  | annullato            | annullato                       |
| 15    | Internationale Raiffeisen Grand Prix         | 1.2  | Radoslav Rogina      | Adria Mobil                     |
| 15    | Ronde van Limburg (2014)                     | 1.1  | Mathieu van der Poel | BKCP-Powerplus                  |
| 17-22 | Tour de Serbie                               | 2.2  | Jarosław Kowalczyk   | BDC-Marcpol                     |
| 18-22 | Ster ZLM Toer - GP Jan van Heeswijk          | 2.1  | Philippe Gilbert     | BMC Racing Team                 |
| 19-22 | Giro di Slovenia                             | 2.1  | Tiago Machado        | Team NetApp-Endura              |
| 19-22 | Tour des Pays de Savoie                      | 2.2  | Louis Vervaeke       | Lotto-Belisol U23               |
| 20-22 | Oberösterreichrundfahrt                      | 2.2  | Patrick Konrad       | Team Gourmetfein-Simplon Wels   |
| 20-22 | Route du Sud - la Dépêche du Midi            | 2.1  | Nicolas Roche        | Tinkoff-Saxo                    |
| 21-22 | Memorial Grundmanna & Wizowskiego            | 2.2  | Błażej Janiaczyk     | BDC-Marcpol                     |
| 22    | Beaumont Trophy                              | 1.2  | Kristian House       | Rapha Condor-JLT                |
| 22    | Grand Prix Sarajevo                          | 1.2  | Matej Marin          | Team Gourmetfein-Simplon Wels   |
| 22    | Flèche Ardennaise                            | 1.2  | Stefan Küng          | BMC Development Team            |
| 24    | Giro dell'Appennino (2014)                   | 1.1  | Sonny Colbrelli      | Bardiani-CSF                    |
| 25    | Internationale Wielertrofee Jong Maar Moedig | 1.2  | Gijs Van Hoecke      | Topsport Vlaanderen-Baloise     |
| 25    | Halle-Ingooigem (2014)                       | 1.1  | Arnaud Démare        | FDJ.fr                          |
| 28    | Trofeo Melinda (2014)                        | 1.1  | Vincenzo Nibali      | Astana                          |

### Luglio
| Data  | Prova                                              | Cat. | Vincitore            | Squadra                 |
| ----- | -------------------------------------------------- | ---- | -------------------- | ----------------------- |
| 2-5   | Wyścig Solidarności i Olimpijczyków                | 2.1  | Kamil Zieliński      | Mexller                 |
| 5     | Omloop Het Nieuwsblad Beloften                     | 1.2  | Dimitri Claeys       | VL Technics-Abutriek    |
| 6-13  | Österreich-Rundfahrt (2014)                        | 2.HC | Peter Kennaugh       | Team Sky                |
| 10-13 | GP Internacional Torres Vedras - Troféu Agostinho  | 2.2  | Delio Fernández      | OFM-Quinta da Lixa      |
| 11    | Campionati europei - Cronometro Under-23 (2014)    | CC   | Stefan Küng          | Svizzera                |
| 13    | Campionati europei - Gara in linea Under-23 (2014) | CC   | Stefan Küng          | Svizzera                |
| 13    | Giro del Medio Brenta                              | 1.2  | Klemen Štimulak      | Adria Mobil             |
| 13    | GP de Pont à Marcq - La Ronde Pévèloise            | 1.2  | Benoît Daeninck      | CC Nogent-sur-Oise      |
| 15-20 | Giro Ciclistico della Valle d'Aosta Mont-Blanc     | 2.2U | Bernardo Suaza       | 4-72-Colombia           |
| 17-20 | Czech Cycling Tour                                 | 2.2  | Martin Mortensen     | Cult Energy Vital Water |
| 17-20 | Sibiu Cycling Tour                                 | 2.1  | Radoslav Rogina      | Adria Mobil             |
| 17-20 | Volta a Portugal do Futuro                         | 2.2U | Ruben Guerreiro      | Liberty Seguros-Feira   |
| 20    | Trofeo Matteotti                                   | 1.1  | annullato            | annullato               |
| 25    | Prueba Villafranca (2014)                          | 1.1  | Gorka Izagirre       | Movistar Team           |
| 25    | Central European Tour Kosice-Miskolc               | 1.2  | Erik Baška           | Dukla Trenčín Trek      |
| 26    | Central European Tour Szerencs-Ibrany              | 1.2  | Mamyr Staš           | Itera-Katusha           |
| 26    | Gran Premio Industria e Artigianato (2014)         | 1.1  | Adam Yates           | Orica-GreenEDGE         |
| 26-30 | Tour de Wallonie                                   | 2.HC | Gianni Meersman      | Omega Pharma-Quickstep  |
| 27    | Grand Prix de la ville de Pérenchies               | 1.2  | Gaëtan Bille         | Verandas Willems        |
| 27    | Giro della Toscana (2014)                          | 1.1  | Pieter Weening       | Orica-GreenEDGE         |
| 27    | Central European Tour Isaszeg-Budapest             | 1.2  | Erik Baška           | Dukla Trenčín Trek      |
| 29-2  | Dookoła Mazowsza                                   | 2.2  | Jarosław Marycz      | CCC-Polsat Polkowice    |
| 30-3  | Tour Alsace                                        | 2.2  | Karel Hník           | Etixx                   |
| 30-10 | Volta a Portugal em Bicicleta (2014)               | 2.1  | Gustavo César Veloso | OFM-Quinta da Lixa      |
| 31    | Circuito de Getxo - Memorial Ricardo Otxoa (2014)  | 1.1  | Carlos Barbero       | Euskadi                 |

### Agosto
| Data  | Prova                                                   | Cat.   | Vincitore                | Squadra                     |
| ----- | ------------------------------------------------------- | ------ | ------------------------ | --------------------------- |
| 2-4   | Kreiz Breizh Elites                                     | 2.2    | Matteo Busato            | MG.KVis-Trevigiani          |
| 3     | La Poly Normande (2014)                                 | 1.1    | Jan Ghyselinck           | Wanty-Groupe Gobert         |
| 3     | Trofeo Internazionale Bastianelli                       | 1.2    | Nicola Gaffurini         | Vega-Hotsand                |
| 3     | Grand Prix Kranj                                        | 1.2    | annullato                | annullato                   |
| 6-9   | Tour of Szeklerland                                     | 2.2    | Stefan Hristov           | Brisaspor                   |
| 6-10  | Giro di Danimarca (2014)                                | 2.HC   | Michael Valgren Andersen | Tinkoff-Saxo                |
| 10    | Antwerpse Havenpijl                                     | 1.2    | Yoeri Havik              | Cyclingteam De Rijke        |
| 10    | GP Sportivi di Poggiana-Trofeo Bonin-GP Pasta Zara      | 1.2U   | Robert Power             | Australia                   |
| 10    | RideLondon Classic                                      | 1.1    | Adam Blythe              | NFTO                        |
| 12-16 | Tour de l'Ain (2014)                                    | 2.1    | Bert-Jan Lindeman        | Rabobank Development Team   |
| 13-17 | Vuelta a Burgos                                         | 2.HC   | Nairo Quintana           | Movistar Team               |
| 14-17 | Arctic Race of Norway                                   | 2.1    | Steven Kruijswijk        | Belkin Pro Cycling          |
| 16    | Grand Prix Královéhradeckého Kraje                      | 1.2    | Paweł Cieślik            | Bauknecht-Author            |
| 16    | Memoriał Henryka Łasaka (2014)                          | 1.2    | Maciej Paterski          | CCC-Polsat Polkowice        |
| 16    | Gran Premio Capodarco - Comunità di Capodarco (2014)    | 1.2    | Robert Power             | Australia                   |
| 17    | Puchar Uzdrowisk Karpackich                             | 1.2    | Paweł Franczak           | ActiveJet                   |
| 19    | Grote Prijs Stad Zottegem (2014)                        | 1.1    | Edward Theuns            | Topsport Vlaanderen-Baloise |
| 19-22 | Tour du Limousin                                        | 2.1    | Mauro Finetto            | Yellow Fluo                 |
| 19-24 | Baltic Chain Tour                                       | 2.2    | Mathieu van der Poel     | BKCP-Powerplus              |
| 22    | Arnhem-Veenendaal Classic (2014)                        | 1.1    | Yves Lampaert            | Topsport Vlaanderen-Baloise |
| 23    | Puchar Ministra Obrony Narodowej                        | 1.2    | Konrad Dąbkowski         | ActiveJet                   |
| 23-30 | Tour de l'Avenir                                        | 2.Ncup | Miguel Ángel López       | Colombia                    |
| 24    | Châteauroux Classic de l'Indre - Trophée Fenioux (2014) | 1.1    | Iljo Keisse              | Omega Pharma-Quickstep      |
| 26    | Grand Prix des Marbriers                                | 1.2    | Yann Guyot               |                             |
| 26-29 | Tour du Poitou-Charentes                                | 2.1    | Sylvain Chavanel         | IAM Cycling                 |
| 27    | Druivenkoers - Overijse (2014)                          | 1.1    | Jonas Van Genechten      | Lotto-Belisol               |
| 30    | Giro del Veneto                                         | 1.1    | annullato                | annullato                   |
| 30    | Top Compétition                                         | 1.2    | Oliver Naesen            | Cibel                       |
| 31    | Croatia-Slovenia                                        | 1.2    | Primož Roglič            | Adria Mobil                 |
| 31    | Ronde van Midden-Nederland                              | 1.2    | Wim Stroetinga           | Koga Cycling Team           |
| 31    | Schaal Sels                                             | 1.1    | annullata                | annullata                   |
| 31-7  | Tour de Bulgarie                                        | 2.2    | annullato                | annullato                   |

### Settembre
| Data  | Prova                                             | Cat. | Vincitore                            | Squadra                      |
| ----- | ------------------------------------------------- | ---- | ------------------------------------ | ---------------------------- |
| 2-6   | Giro della Regione Friuli Venezia Giulia          | 2.2  | Simone Antonini                      | Marchiol-Emisfero            |
| 3     | Memorial Rik Van Steenbergen                      | 1.1  | annullato                            | annullato                    |
| 4-7   | Okolo Jižních Čech                                | 2.2  | Reidar Borgersen                     | Team Joker                   |
| 6     | Brussels Cycling Classic (2014)                   | 1.HC | André Greipel                        | Lotto-Belisol                |
| 7     | Grand Prix de Fourmies - La Voix du Nord (2014)   | 1.HC | Jonas Van Genechten                  | Lotto-Belisol                |
| 7     | Kernen Omloop Echt-Susteren                       | 1.2  | Phil Bauhaus                         | Team Stölting                |
| 7-14  | Tour of Britain                                   | 2.HC | Dylan van Baarle                     | Garmin-Sharp                 |
| 8-14  | Giro di Romania                                   | 2.2  | annullato                            | annullato                    |
| 13    | Tour Bohemia                                      | 1.2  | Lukas Pöstlberger                    | Tirol Cycling Team           |
| 13    | De Kustpijl                                       | 1.2  | Michael Van Staeyen                  | Topsport Vlaanderen-Baloise  |
| 13    | Tour du Jura                                      | 1.2  | Kévin Ledanois                       | Bretagne-Séché Environnement |
| 14    | Chrono Champenois                                 | 1.2  | Rasmus Christian Quaade              | Team Trefor-Blue Water       |
| 14    | Grote Prijs Jef Scherens - Rondom Leuven (2014)   | 1.1  | André Greipel                        | Lotto-Belisol                |
| 14    | Tour du Doubs - Conseil Général (2014)            | 1.1  | Rein Taaramäe                        | Cofidis, Solutions Crédits   |
| 16    | Coppa Bernocchi (2014)                            | 1.1  | Elia Viviani                         | Cannondale                   |
| 17    | Coppa Agostoni - Giro delle Brianze (2014)        | 1.1  | Niccolò Bonifazio                    | Lampre-Merida                |
| 17    | Grand Prix de Wallonie (2014)                     | 1.1  | Greg Van Avermaet                    | BMC Racing Team              |
| 18    | Tre Valli Varesine (2014)                         | 1.HC | Michael Albasini                     | Orica-GreenEDGE              |
| 19    | Kampioenschap van Vlaanderen (2014)               | 1.1  | Arnaud Démare                        | FDJ.fr                       |
| 20    | Primus Classic Impanis - Van Petegem              | 1.2  | Greg Van Avermaet                    | BMC Racing Team              |
| 20    | Memorial Marco Pantani (2014)                     | 1.1  | Sonny Colbrelli                      | Bardiani-CSF                 |
| 21    | Breda Classic                                     | 1.2  | Mike Teunissen                       | Rabobank Development Team    |
| 21    | Grand Prix d'Isbergues - Pas de Calais (2014)     | 1.1  | Arnaud Démare                        | FDJ.fr                       |
| 21    | Gran Premio Industria e Commercio di Prato (2014) | 1.1  | Sonny Colbrelli                      | Bardiani-CSF                 |
| 24    | Omloop van het Houtland Lichtervelde (2014)       | 1.1  | Jelle Wallays                        | Topsport Vlaanderen-Baloise  |
| 27-28 | Tour du Gévaudan Languedoc-Roussillon             | 2.1  | Amets Txurruka                       | Caja Rural-Seguros RGA       |
| 28    | Gooikse Pijl                                      | 1.2  | Roy Jans                             | Wanty-Groupe Gobert          |
| 28    | Duo Normand                                       | 1.1  | Reidar Borgersen Truls Engen Korsæth | Team Joker                   |
| 30    | Ruota d'Oro - GP Festa del Perdono                | 1.2U | Giacomo Berlato                      | Zalf-Euromobil-Désirée-Fior  |

### Ottobre
| Data | Prova                                                      | Cat. | Vincitore        | Squadra                      |
| ---- | ---------------------------------------------------------- | ---- | ---------------- | ---------------------------- |
| 1    | Milano-Torino (2014)                                       | 1.HC | Giampaolo Caruso | Katusha Team                 |
| 2-5  | Tour de l'Eurométropole                                    | 2.1  | Arnaud Démare    | FDJ.fr                       |
| 2-6  | Giro del Caucaso                                           | 2.2  | Sergej Firsanov  | RusVelo                      |
| 3    | Münsterland Giro (2014)                                    | 1.1  | André Greipel    | Lotto-Belisol                |
| 3    | Giro del Piemonte                                          | 1.HC | annullato        | annullato                    |
| 4    | Piccolo Giro di Lombardia (2014)                           | 1.2U | Gianni Moscon    | Zalf-Euromobil-Désirée-Fior  |
| 4    | Pro Cycling Marathon                                       | 1.1  | annullata        | annullata                    |
| 5    | Tour de Vendée (2014)                                      | 1.1  | Armindo Fonseca  | Bretagne-Séché Environnement |
| 7    | Binche-Chimay-Binche - Mémorial Frank Vandenbroucke (2014) | 1.1  | Zdeněk Štybar    | Omega Pharma-Quickstep       |
| 9    | Gran Premio Città di Peccioli - Coppa Sabatini (2014)      | 1.1  | Sonny Colbrelli  | Bardiani-CSF                 |
| 9    | Parigi-Bourges (2014)                                      | 1.1  | John Degenkolb   | Team Giant-Shimano           |
| 11   | Giro dell'Emilia (2014)                                    | 1.HC | Davide Rebellin  | CCC-Polsat Polkowice         |
| 12   | Parigi-Tours (2014)                                        | 1.HC | Jelle Wallays    | Topsport Vlaanderen-Baloise  |
| 12   | Gran Premio Bruno Beghelli (2014)                          | 1.HC | Valerio Conti    | Lampre-Merida                |
| 12   | Parigi-Tours Espoirs (2014)                                | 1.2U | Mike Teunissen   | Rabobank Development Team    |
| 14   | Nationale Sluitingsprijs Putte-Kapellen (2014)             | 1.1  | Jens Debusschere | Lotto-Belisol                |
| 14   | Giro di Romagna                                            | 1.1  | annullato        | annullato                    |
| 19   | Chrono des Nations (2014)                                  | 1.1  | Sylvain Chavanel | IAM Cycling                  |

## Classifiche
Risultati finali.
| Pos. | Corridore           | Squadra      | Punti |
| ---- | ------------------- | ------------ | ----- |
| 1    | Tom Van Asbroeck    | Topsport Vl. | 764   |
| 2    | Sonny Colbrelli     | Bardiani-CSF | 708   |
| 3    | Davide Rebellin     | CCC-Polsat   | 435   |
| 4    | Magnus Cort Nielsen | Cult Energy  | 428   |
| 5    | Mauro Finetto       | Neri Sottoli | 428   |
| 6    | Sylvain Chavanel    | IAM Cycling  | 410   |
| 7    | Julien Simon        | Cofidis      | 377   |
| 8    | Simone Ponzi        | Neri Sottoli | 368   |
| 9    | Il'nur Zakarin      | RusVelo      | 349,8 |
| 10   | Bert-Jan Lindeman   | Rabobank D.  | 327   |

| Pos. | Corridore Under-23   | Squadra       | Punti  |
| ---- | -------------------- | ------------- | ------ |
| 1    | Magnus Cort Nielsen  | Cult Energy   | 428    |
| 2    | Eduard M. Grosu      | Vini Fantini  | 251    |
| 3    | Phil Bauhaus         | Team Stölting | 235    |
| 4    | Mike Teunissen       | Rabobank D.   | 223    |
| 5    | Stefan Küng          | BMC Dev.      | 222    |
| 6    | Gregor Mühlberger    | Tirol         | 217    |
| 7    | Sven Erik Bystrøm    | Øster Hus     | 200    |
| 8    | Dylan Teuns          | BMC Dev.      | 195    |
| 9    | Tiesj Benoot         | Lotto U23     | 188,67 |
| 10   | Mathieu van der Poel | BKCP          | 184    |

| Pos. | Squadra                     | Punti   |
| ---- | --------------------------- | ------- |
| 1    | Topsport Vlaanderen-Baloise | 2 036   |
| 2    | Wanty-Groupe Gobert         | 1 538   |
| 3    | Cofidis, Solutions Credits  | 1 401   |
| 4    | Neri Sottoli                | 1 275,5 |
| 5    | IAM Cycling                 | 1 268   |
| 6    | Bardiani-CSF                | 1 219   |
| 7    | CCC-Polsat Polkowice        | 1 182   |
| 8    | RusVelo                     | 1 165,4 |
| 9    | Team NetApp-Endura          | 1 000,6 |
| 10   | Bretagne-Séché Env.         | 946     |

| Pos. | Nazione     | Punti    |
| ---- | ----------- | -------- |
| 1    | Italia      | 3 061,17 |
| 2    | Belgio      | 2 871,67 |
| 3    | Francia     | 2 227    |
| 4    | Spagna      | 1 760    |
| 5    | Paesi Bassi | 1 759,4  |
| 6    | Russia      | 1 702,69 |
| 7    | Polonia     | 1 657,5  |
| 8    | Ucraina     | 1 590    |
| 9    | Slovenia    | 1 487    |
| 10   | Danimarca   | 1 228,25 |